# Tira Sujanpur
Tira Sujanpur is een nagar panchayat (plaats) in het district Hamirpur van de Indiase staat Himachal Pradesh.

## Demografie
Volgens de Indiase volkstelling van 2001 wonen er 7.077 mensen in Tira Sujanpur, waarvan 55% mannelijk en 45% vrouwelijk is. De plaats heeft een alfabetiseringsgraad van 80%.